# Autoroute A42 (France)
Pour les articles homonymes, voir A42.
En France, l'autoroute A42 relie Lyon à Pont-d'Ain (20 km au sud de Bourg-en-Bresse) et aux autoroutes A40, vers Genève et A39 vers Strasbourg. Elle a été mise en service définitivement en 1987.
Elle sert aussi de desserte aux communes suburbaines du nord-est de Lyon.

## Caractéristiques
- 2 × 2 voies
- mise en 2 × 3 voies entre Lyon et Pérouges (25 km)
- 53,3 kilomètres de longueur
- Aires de service

## Historique
- 1983 : Jonction Neyron-Chazey de 30 km
- 1988 : Section Chazey-Pont-d'Ain de 19,5 km

## Sorties
Section non-concédée à DIR Centre-Est et gratuite.
- Échangeur entre Périphérique de Lyon et A42 à 0 km : 
  - Périphérique Nord : Clermont-Ferrand, Roanne (A89), Lyon - centre, Porte de la Doua
  - Péripherique Sud : Marseille (A7), Grenoble (A43), Porte de Cusset
- 1/1b Villeurbanne à 0,3 km et 1,5 km : Villeurbanne - Croix-Luizet, Saint-Jean, Vaulx-en-Velin
- 1a Vaulx-en-Velin à 0,5 km : Vaulx-en-Velin - centre
- Échangeur entre RN 346 et A42 (vers A46 sud) à 3 km : Marseille (A7), Grenoble (A43)

Section concédée à APRR et payante (sauf entre l'A46 et la sortie 5 et entre les sorties 6 et 7).
- Échangeur entre A46 et A42 (vers A46 nord) à 4 km : Paris (A6), Villefranche-sur-Saône, Clermont-Ferrand (A89)
- 4 Miribel à 5 km : Neyron, Miribel, Parc de Miribel-Jonage
- 5 Beynost à 9 km : Beynost, Genève, Saint-Maurice-de-Beynost
- Péage de Beynost à 10 km
- Échangeur entre A432 et A42 à 13 km :  Aéroport de Lyon-Saint-Exupéry, Grenoble (A48), Chambéry, Paris, Villefranche-sur-Saône, Saint-Etienne (A47), Marseille (A7), Clermont-Ferrand (A89)
- 5.1 La Boisse - Montluel à 14 km : La Boisse, Montluel
  -  Aires de service de Lyon - Montluel (sens Bourg-en-Bresse - Lyon),  Lyon - Dagneux (sens Lyon - Bourg-en-Bresse) à 16 km
- 6 Balan à 19 km : Balan, Dagneux
- 7 Pérouges à 25 km : Pérouges, Meximieux, Lagnieu,  Z. I. Plaine de l'Ain
  -  Aires de repos de Brotteaux (sens  Bourg-en-Bresse - Lyon),  Chazey-sur-Ain (sens Lyon - Bourg-en-Bresse) à 33 km
- 8 Ambérieu-en-Bugey à 43 km : Ambérieu-en-Bugey, Lagnieu, Chambéry
- 9 Pont-d'Ain à 50 km : Pont-d'Ain
- Échangeur entre A40 et A42 à 53 km : Paris (A6), Strasbourg (A39), Milan, Genève, Oyonnax, Bourg-en-Bresse

## Lieux sensibles
(uniquement les lieux à bouchons et les pentes dangereuses):
- Avant les arrivées de Lyon, il y a des ralentissements entre la N346 et Lyon.

## Départements traversés
L'autoroute A42 traverse 2 départements.
La liste suivante répertorie les villes desservies et les sites à visiter à proximité de l'autoroute.
- Rhône : parc de Miribel-Jonage
- Ain : Village du Mas-Rillier, à Miribel, Pérouges, La rivière d'Ain